# Casa Ravà

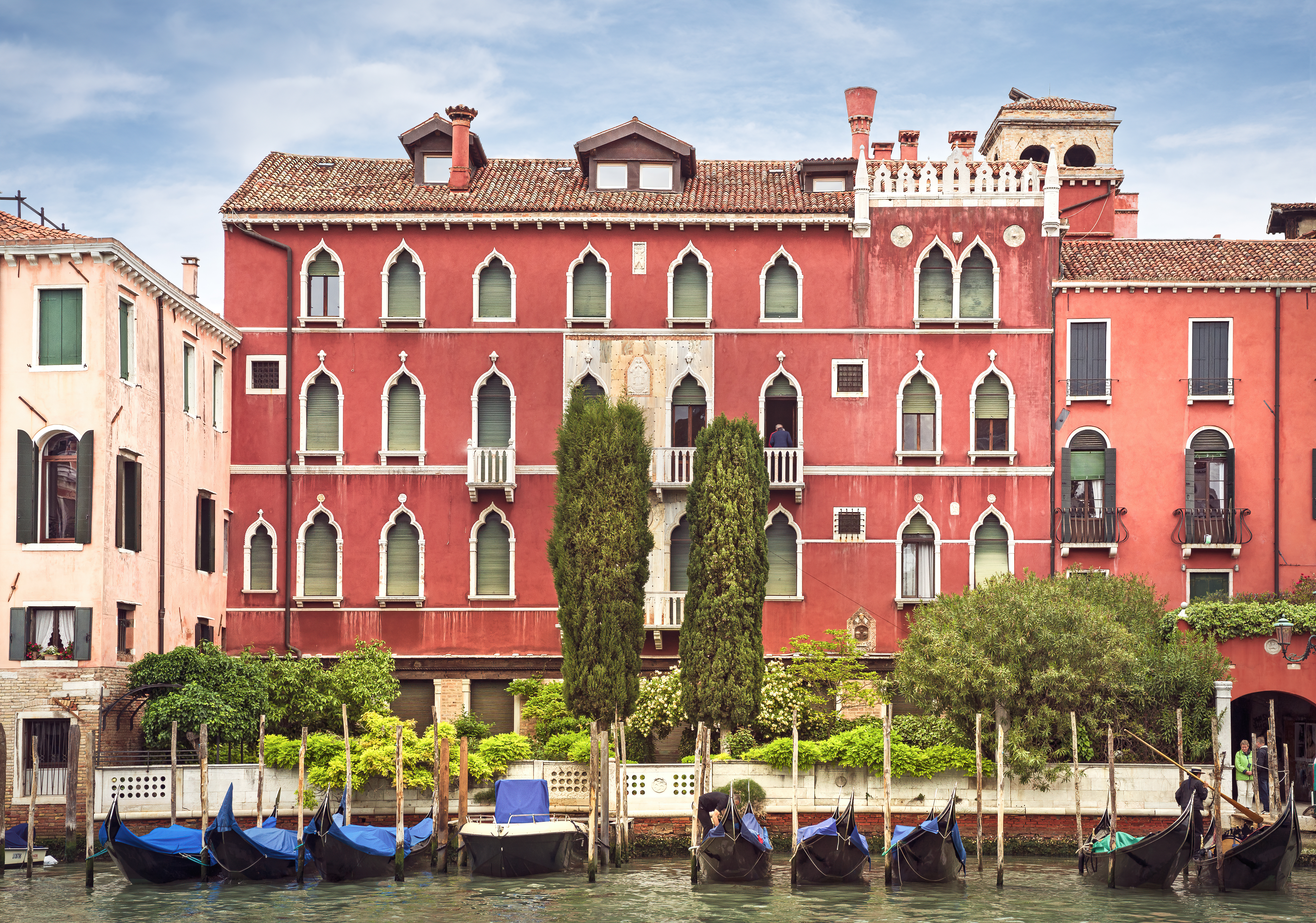
Casa Ravà: Fassade zum Canal Grande

Casa Ravà ist ein Palast in Venedig in der italienischen Region Venetien. Er liegt im Sestiere San Polo mit Blick auf den Canal Grande, in der Nähe des Palazzo Barzizza und der Kirche San Silvestro.

## Geschichte
Das neugotische Gebäude mit zinnenbewehrter Brüstung auf der rechten Seite wurde 1905 nach Plänen von Giovanni Sardi auf der Basis eines älteren Gebäudes aus dem 16.–17. Jahrhundert erbaut. In diesem war die Residenz des Patriarchen von Grado untergebracht.

## Beschreibung
Der vom Kanalufer etwas zurückgesetzte Palast hat vier Stockwerke. Das Erdgeschoss mit dunkelgrauem Bossenwerk hat verschiedene rechteckige Fenster und Türen. Von den oberen Stockwerken ist er durch ein Gesims getrennt. Die übrige Fassade ist verputzt und rot gestrichen, mit Ausnahme eines weißen Rahmens um die beiden mittleren Fenster der beiden Hauptgeschosse.
Das erste Hauptgeschoss hat neun einzelne Dreipassfenster unregelmäßig über die Breite der Fassade verteilt, neben den beiden mittleren im Rahmen links und rechts je drei gleich große Fenster und am äußersten linken Rand noch ein kleineres, gleichartiges Fenster. Die mittleren beiden Fenster sind mit einem vorspringenden Balkon verbunden. Zwischen dem zweiten und dritten Dreipassfenster von rechts sitzt noch ein kleines, quadratisches Fenster. Die Fensteraufteilung im zweiten Hauptgeschoss entspricht im Wesentlichen der im ersten, wobei allerdings das ganz linke, kleinere Dreipassfenster durch ein kleines, quadratisches Fenster ersetzt ist und die vier mittleren Fenster mit Balkonen versehen sind. Das Zwischengeschoss unter dem Dach hat acht Dreipassfenster, wobei die rechten beiden zu einem Doppelfenster zusammengefasst sind, das von zwei Formellen flankiert ist. Jedes Geschoss ist von dem darüber liegenden durch ein Gesims getrennt.
Die Fassade schließt nach oben mit einer gezahnten Dachtraufe ab, die sich von ganz links über die ersten sechs Fenster zieht. Über dem Doppelfenster rechts sitzt eine weiße Brüstung mit Zinnen, flankiert von zwei Tourellen. Auf dem Dach gibt es eine große Dachgaube mit quadratischem Doppelfenster in der Mitte, flankiert von zwei kleineren Dachgauben mit quadratischen Einzelfenstern. Vor diesen seitlichen Dachgauben sitzen zwei große Kaminköpfe.